# Leysse
El río Leysse es un río alpino que discurre por Saboya. Nace en el macizo de Les Bauges, del que sale en la ciudad de Saint-Alban-Leysse. Es entonces cuando atraviesa la ciudad de Chambéry de sur a norte, para desembocar en el lago del Bourget en la ciudad de Le Bourget-du-Lac.

## Geografía
El Leysse nace en el macizo de Les Bauges (en el este), detrás del Nivolet. Rodea el monte Peney hasta el término municipal de Saint-Jean-d'Arvey, para continuar después su curso atravesando Chambéry hasta llegar al mago de Bourget, situado a una veintena de kilómetros al norte de su nacimiento. Una vez las aguas en el lago, tardarán de 7 a 10 años en llegar al curso del río Ródano.
Durante su recorrido, el río Leysse recoge las aguas de numerosos cursos de agua, entre los que destacan el Albanne y el Hyères, respectivamente al sur y al norte de Chambéry.

## Hidrología
Ya que el río Leysse nace en las montañas, puede llegar a tener un gran caudal en invierno y sobre todo en primavera, con la fusión de las nieves.